# Boleslao II di Masovia
Boleslao II di Masovia (in polacco:  Bolesław II mazowiecki, anche citato come Boleslao II di Płock; ca. 1253/58 – 20 aprile 1313) è stato duca di Masovia nel 1262-1275 insieme a suo fratello, dopo il 1275 unico sovrano su Płock, dopo il 1294 sovrano su tutta la Masovia e duca di Cracovia e Sandomierz durante gli anni 1288-1289. Nel 1310 diede ai suoi figli i distretti di Varsavia e Czersk. Fu anche granduca di Polonia due volte (1288, 1289).

## Biografia

### Primi anni
Era il figlio minore di Siemowit I di Masovia e Pereyaslava, una principessa della Rus', che secondo alcuni storici era figlia del principe Daniele di Halych o secondo altri sua lontana parente. Boleslao nacque intorno al 1253-1258.
Non si sa nulla dei primi anni di Boleslao II, tranne che nel 1262 non era con suo padre e il fratello maggiore Corrado II durante l'assedio e la battaglia di Jazdów, dove Siemowit I fu ucciso e Corrado II fu catturato dai lituani. Poiché Boleslao II era troppo giovane per governare da solo, la reggenza fu esercitata da sua madre Pereyaslava e dall'alleato del suo defunto padre, Boleslao il Pio, duca della Grande Polonia, fino al 1264, quando suo fratello Corrado II fu liberato e tornò ad assumere il governo.

### Duca di Płock
Quando Boleslao II raggiunse la maggiore età nel 1275, chiese a suo fratello la sua parte dell'eredità paterna; ricevette la parte occidentale della Masovia, con capitale Płock. Tuttavia non era soddisfatto di questa divisione, evidenziata nel suo conflitto di lunga data con Corrado II; durante questa lotta, Boleslao II non esitò a chiedere aiuto agli assassini di suo padre, i lituani. L'alleanza tra Boleslao II e la Lituania si rafforzò nel 1279 quando sposò Gaudemantė, figlia del granduca Traidenis, che nel suo battesimo prese il nome di Sofia.
Un altro alleato di Boleslao II fu suo cugino Ladislao il Breve (Łokietek), che allora era duca di Cuiavia. La guerra tra Boleslao II e Corrado durante la seconda metà degli anni '70 del Duecento e la prima metà degli anni Ottanta del Duecento non andò a beneficio di nessuna parte, causando solo la distruzione di estese parti della Masovia.

### Morte di Leszek II il Nero. Lotta per Cracovia e Sandomierz
Il 30 settembre 1288 Leszek II il Nero, granduca di Polonia, morì senza figli. Parte della nobiltà locale, guidata da Paweł di Przemankowo, vescovo di Cracovia e la famiglia Topór, sostenne la successione di Boleslao II.
Tuttavia, non era l'unico candidato per la carica di signore della Polonia. Anche Enrico IV il Probo, duca di Breslavia, avanzò le sue pretese. All'inizio, sembrava che Boleslao II fosse in grado di dominare la Piccola Polonia senza ostacoli, poiché le sue truppe nel 1288 conquistarono Cracovia e Sandomierz. Tuttavia, più tardi, nello stesso anno, fu espulso da Cracovia dalle truppe di Enrico IV Probo, che ottenne il favore decisivo del castellano Sulk l'Orso (pol.: Sułk z Niedźwiedzia), che gli aprì le porte del castello di Wawel. Dopo questa vittoria, Enrico IV Probo tornò a Breslavia e Boleslao II riuscì a stare a Sandomierz. All'inizio di febbraio 1289 una coalizione di principi Piast (Enrico III di Głogów, Przemko di Ścinawa e Bolko I di Opole) organizzò una spedizione a Cracovia con lo scopo di consolidare il governo di Enrico IV Probo. Allo stesso tempo Boleslao II, che voleva ancora recuperare Cracovia, organizzò una coalizione con Ladislao il Breve e Casimiro II di Łęczyca. Inaspettatamente, ricevette anche il sostegno di suo fratello Corrado II e delle truppe della Rus' di Kiev. In questo modo Boleslao II riuscì a organizzare un potente esercito con l'obiettivo principale di riconquistare la Dzielnica senioralna ("Provincia del senior" - secondo il testamento di Boleslao III di Polonia la regione di Cracovia, indivisibile, che doveva andare al duca che avrebbe controllato l'intera Polonia). L'esercito di Enrico IV Probo si ritirò da Cracovia e il 26 febbraio ebbe luogo la sanguinosa battaglia di Siewierz, che si concluse con la sconfitta degli alleati di Enrico IV; durante il combattimento fu ucciso Przemko di Ścinawa e Bolko I di Opole fu catturato. Dopo la battaglia, Boleslao II occupò Cracovia, dove entrò trionfalmente nell'estate del 1289. Poco dopo diede Sandomierz a suo fratello Corrado II come avevano precedentemente accordato in cambio del suo sostegno militare. Questa azione provocò indignazione tra la nobiltà della Piccola Polonia (abituata a vedere il duca di Cracovia regnare su Sandomierz), che rifiutò di riconoscere Boleslao II come loro sovrano e proclamò Ladislao I come nuovo duca di Cracovia. Per ragioni sconosciute, Boleslao II si rifiutò di combattere e si ritirò nei suoi domini a Płock, e nell'agosto 1289 Ladislao I fu a sua volta espulso da Enrico IV Probo, che divenne il nuovo sovrano di Cracovia e Sandomierz.
L'unico aspetto positivo di questa lotta per il trono di Cracovia fu la riconciliazione con suo fratello Corrado II.

### Unificazione della Masovia; ultimi anni
La moglie di Boleslao II, Sofia, morì nel 1288. Il suo secondo matrimonio fu contratto, come il primo, per motivi politici. La sposa prescelta era la principessa Cunegonda (Kunigunde), sorella del re Venceslao II di Boemia; il matrimonio ebbe luogo nella prima metà del 1291. Grazie a questa unione, il re boemo neutralizzò le pretese del duca di Płock sulla Dzielnica senioralna, soprattutto quando riuscì a conquistare Cracovia nel 1291. Anche Boleslao II volle rafforzare la sua posizione con Venceslao II, quindi non esitò quando nel 1292 aiutò il cognato nella sua guerra contro Ladislao I.
L'alleanza tra Masovia e Boemia durò poco. Nel 1294 Corrado II morì senza discendenti maschi, quindi Boleslao II divenne l'unico sovrano di tutta la Masovia. Sentendosi più forte, ruppe i rapporti con il Regno di Boemia e ristabilì i rapporti con Ladislao I.
Nel 1295 Przemysł II divenne re di Polonia. L'anno successivo, dopo il suo assassinio, Boleslao II sostenne Ladislao I nella sua breve guerra contro Enrico III di Głogów per la successione nella Grande Polonia.
La politica ostile nei confronti del Regno di Boemia costrinse Venceslao II a lanciare un attacco contro la Masovia. Nonostante l'assedio e la distruzione di Płock, Boleslao II non cambiò la sua politica, come dimostra il suo rifiuto di riconoscere Venceslao II come re di Polonia nel 1300 e il ripudio di sua moglie Cunegonda , che fu rimandata a Praga nel 1302.
All'inizio del 1300 Boleslao II fondò la roccaforte di Varsavia, contribuendo al suo sviluppo a scapito della vicina Czersk.
Dopo il 1305 Boleslao II non fu più presente in nessuna attività politica. La successiva menzione su di lui si ebbe nel 1310, quando concesse due distretti separati ai suoi due figli maggiori: Siemowit II ricevette Varsavia e Trojden I ricevette Czersk. Nel 1311 Borzysław diventa il suo Cancelliere.
Boleslao II morì il 20 aprile 1313 a Wyszogród e fu sepolto nella cattedrale di Płock.

## Matrimonio e discendenza
Nel 1279 Boleslao II sposò prima Gaudemantė (battezzata Sofia; morta nel 1288), figlia del Granduca Traidenis di Lituania. Ebbero tre figli:
- Siemowit II (1283 - 18 febbraio 1345).
- Trojden I (1284/86 - 13 marzo 1341).
- Una figlia [Annaa?] (ca. 1288 - dopo il 1329), sposata dopo il 13 agosto 1325 con Ladislao di Legnica (div. prima del 13 gennaio 1329).

Nel 1291 Boleslao II sposò in seconde nozze Cunegonda (Kunigunde, gennaio 1265 - 27 novembre 1321), figlia di Ottocaro II e sorella di Venceslao II, re di Boemia; nel 1302 Boleslao e Cunegonda divorziarono e lei fu rimandata a Praga, dove divenne suora. Ebbero due figli:
- Eufrosina (Euphrosyne, 1292/94 - dopo il 26 dicembre 1327),[8] sposò ca. 1304/09 a Ladislao di Oświęcim.
- Venceslao (1293/97 - 23 maggio 1336).[8]